# Rottenbach, Königsee
Rottenbach är en Ortsteil i staden Königsee i Landkreis Saalfeld-Rudolstadt i det tyska förbundslandet Thüringen. Rottenbach nämns för första gången i ett dokument från år 1253. Rottenbach, Königsee var en kommun fram till den 31 december 2012 när den uppgick i staden Königsee-Rottenbach vars namn 2018 ändrades till enbart Königsee. Rottenbach hade 1 848 invånare 2012.